# Fort Lauderdale Strikers
Fort Lauderdale Strikers – amerykański klub piłkarski założony 2006 z siedzibą w Miami. Grający obecnie w North American Soccer League.